# Municipio de Erie (Dakota del Norte)
El municipio de Erie (en inglés: Erie Township) es un municipio ubicado en el condado de Cass en el estado estadounidense de Dakota del Norte. En el año 2010 tenía una población de 109 habitantes y una densidad poblacional de 1,17 personas por km².

## Geografía
El municipio de Erie se encuentra ubicado en las coordenadas 47°6′42″N 97°22′38″O / 47.11167, -97.37722. Según la Oficina del Censo de los Estados Unidos, el municipio tiene una superficie total de 93.33 km², de la cual 92,86 km² corresponden a tierra firme y (0,5 %) 0,47 km² es agua.

## Demografía
Según el censo de 2010, había 109 personas residiendo en el municipio de Erie. La densidad de población era de 1,17 hab./km². De los 109 habitantes, el municipio de Erie estaba compuesto por el 97,25 % blancos, el 0,92 % eran amerindios y el 1,83 % eran de una mezcla de razas. Del total de la población el 1,83 % eran hispanos o latinos de cualquier raza.